# 亚瑟·甘吉
亚瑟·甘吉（1841年10月11日—1909年5月29日）是一位英国生物化学家，1872年当选英国皇家学会会士，1884到1886年担任富勒生理学教授。

## 个人生活
亚瑟·甘吉有兄弟约翰·甘吉和塞姆森·甘吉，还是达西·汤普森的舅舅。